# Ishigakia alecto
Ishigakia alecto är en stekelart som först beskrevs av Morley 1913.  Ishigakia alecto ingår i släktet Ishigakia och familjen brokparasitsteklar. Inga underarter finns listade i Catalogue of Life.